# Ciaphas Cain
La serie di Ciaphas Cain è un ciclo di romanzi di fantascienza scritti da Sandy Mitchell (pseudonimo di Alex Stewart) e ambientati nell'universo di Warhammer 40,000. Sono incentrati sul personaggio Ciaphas Cain, commissario imperiale della Guardia Imperiale, e sulle avventure incontrate nella sua variegata carriera. La serie è pubblicata negli Stati Uniti da Black Library.

## Romanzi
La serie è composta da dieci titoli:
- For The Emperor[1]
- Caves of Ice[2]
- The Traitor's Hand[3]
- Death Or Glory[4]
- Duty Calls[5]
- Cain's Last Stand[6]
- The Emperor's Finest
- The Last Ditch
- The Greater Good[7]
- Choose your Enemies

I romanzi sono presentati come i diari di Cain, scritti in maniera confusionaria. Dopo la sua morte, l'Inquisizione dell'Imperium ha revisionato i diari per renderli più comprensibili, aggiungendo delle note dove la prospettiva (ed egocentrismo) di Cain non offre un contesto sufficiente. L'editore dei diari è l'inquisitore Amberley Vail, collaboratrice di Cain e personaggio prominente nella serie.
Cain compare anche in tre racconti (pubblicati nelle antologie What Price Victory, Crucible of War e Bringers of Death):
- The Beguiling
- Fight or Flight
- Echoes of the Tomb

Nell'aprile del 2007 i primi tre libri della serie e le tre storie brevi furono ripubblicate in un volume intitolato Ciaphas Cain: Hero of the Imperium.
Nell'ottobre 2010 venne pubblicato Defender of the Imperium, che contiene Death of Glory, Duty Calls e Cain's Last Stand e contiene anche i racconti Traitor's Gambit e Sector Thirteen..
L'Assistente di Cain, Gunner Jurgen, è protagonista della storia The Smallest Detail, pubblicato nel gennaio 2013.

## Il personaggio
Ciaphas Cain è un Commissario, un ufficiale politico dell'esercito dell'Imperium Dell'Uomo. I Commissari sono incaricati di far mantenere la disciplina e la morale tra le truppe, fattori importanti considerando le minacce cosmiche che si trovano nell'universo di Warhammer 40,000. Nonostante non facciano esattamente parte dell'ordine gerarchico dell'esercito imperiale, i Commissari hanno vari poteri discrezionali, inclusa l'autorizzazione di sparare ai soldati considerati indisciplinati o incompetenti.
Cain, notando la tendenza degli altri Commissari di cadere vittime di fuoco amico accidentale, decise di guidare le truppe con l'incoraggiamento invece che con la paura, ottenendo una reputazione per la sua leadership carismatica, l'eroismo e la preoccupazione per i suoi uomini. La cosa sfugge di mano a Cain, che viene considerato un eroe dell'Imperium, e viene assegnato a delle missioni sempre più pericolose. La verità è che Cain è proprio il tipo di persona che i Commissari dovrebbero punire: Egocentrico, paranoico, un abile bugiardo e felice di mettere più corpi possibili tra sé stesso e il nemico per salvare la propria pelle. L'autore ha dichiarato che il personaggio di Cain è ispirato da Harry Flashman e Edmund Blackadder.
Ma Cain è anche un narratore inaffidabile. Le sue memorie sono completamente egocentriche, contenendo nulla sul contesto delle sue avventure, costringendo Vail ad usare delle fonti secondarie. Vail aggiunge anche delle note di sua memoria per spiegare che Cain ha trascurato delle qualità di cui un altro uomo ne sarebbe stato fiero. Per esempio, Vail a un certo punto loda il talento di Cain con le armi da fuoco, mentre Cain andava avanti con la storia senza menzionare (e forse anche senza esserne consapevole) il suo talento.
Inoltre, Cain descrive sé stesso come un codardo senza valore, chiedendosi perché i suoi nemici sono fissati con il voler sconfiggerlo, lasciando il lettore ignorante, finché non viene spiegato da Vail, della fiducia e sicurezza dei soldati ispirate dalla presenza di un genuino eroe dell'Imperium e dalle sue azioni eroiche. Le note di Vail indicano che crede che Cain è troppo duro con sé stesso. Nell'introduzione di Fight or Flight l'autore Sandy Mitchell dichiara che lui stesso non è sicuro se Cain è davvero un codardo o un vero eroe con un complesso di inferiorità.
Non a caso, spesso nei libri della serie vi sono dei riferimenti alla serie degli "Spettri di Gaunt" di Dan Abnett, ed in particolare con il suo personaggio principale, il Colonnello-Commissario Ibraim Gaunt, che sebbene non sia contemporaneo di Cain (essendo vissuto 200 anni prima) e anche l'unico commissario dell'universo Warhammer 40k (con forse l'eccezione del Commissario Yarrick) che si era distinto oltre per le sue innate capacità strategiche, anche per cercare di guidare le sue truppe del Primo ed Unico Reggimento di Tanith (in org.  Tanith First and Only) con l'incoraggiamento, invece con la paura (cosa che nella serie degli Spettri di Gaunt farà guadagnare a Gaunt non poche ostilità dal resto dei membri del Commissariato) tuttavia nella serie di Ciaphas Cain tutti i riferimenti vengono visti in maniera naturalmente ironica. Del resto i personaggi non potrebbero essere più diversi, sebbene infatti entrambi siano Commissari ed ex-studenti della Schola Progenium (la divisione scolastica/ecclesiastica che si pone di addestrare gli orfani degli ufficiali o nobili caduti in lotta per l'Imperium al fine di aiutarli a servire nei diversi ruoli assegnategli in base ai test attitudinali, compresi la possibilità di accedere al Commissariato); Gaunt è il figlio di ufficiali caduti in combattimento ed ex-residente di un Pianeta Civilizzato (cioè di un pianeta più o meno simile, per livello tecnologico, popolazione ed economia alla Terra Contemporanea), cosa che comporterà una carriera scolastica più privilegiata, potendo anche conoscere diversi amici e conoscenti dei suoi genitori, nonché ad maturare una profonda consapevolezza del perdere i propri cari che lo porterà a diventare un Commissario molto più "umano" rispetto ai suoi contemporanei, mentre Cain è quasi all'opposto il figlio di soldati semplici della Guardia Imperiale, nonché ex-residente di un imprecisato Pianeta Formicaio (cioè un pianeta la cui popolazione demografica è talmente alta che si ritrova a vivere in delle mega-metropoli, chiamate città-formicaio, potendo contenere anche decine di miliari di persone); in tali pianeti, a causa dell'enorme numero di persone, l'ordine sociale, soprattutto nei livelli più bassi delle città, è praticamente quasi vicino all'anarchia e il territorio è più volte contestato da bande criminali, che però spesso vengono arrestate dalle forze locali e gli viene offerta la scelta di scontare la pena servendo nei reggimenti locali della Guardia Imperiale, quasi al limite di legioni penali, fato che è toccato anche ai genitori di Cain, i quali erano caduti in combattimento, cosa che permetterà (a suo malgrado) la sua entrata nella Schola Progenium, ed in seguito al Commissariato (anche se lo stesso Cain trova difficile credere a come sia riuscito ad accedervi, in quanto generalmente i figli di sottoufficiali o soldati anche se orfani non dovrebbero accedere automaticamente alla Schola, a meno che i suoi genitori non abbiano compiuto qualche tipo di azione eroica, ma lo stesso Cain ammette che conoscendo i suoi genitori, crede più probabile che o la Schola in realtà accetta anche gli orfani da diverse categorie di reduci in maniera da assegnare un numero costante di "alunni" ai ruoli più pericolosi o considerando la sua "Eroica Ascesa" è anche possibile che i suoi genitori cercando di disertare abbiano finito per compiere qualche tipo di azione eroica perdendo la vita), maturando però una forte paranoia ed un comportamento decisamente più subdolo rispetto a Gaunt, anche se lo maschera molto bene.
Addirittura, il soggetto divenne argomento di un raduno ufficiale della Black Library, i cui però presenti si dichiarano d'accordo nel affermare che nessuno dei due era il migliore dell'altro sostenendo che un vero Commissario avrebbe battuto entrambi, facendo notare come Gaunt, alla fine più che un commissario diventi a tutti gli effetti un ufficiale e si comporti come tale e per questo viene anche visto male dai suoi "colleghi" del Commissariato, mentre Cain è solo un abile imbroglione, che però per fortuna o abilità è riuscito ad convincere i suoi "colleghi"  non solo di non esserlo, ma anche di non essere un eroe, cercando di sottolineare se possibile e se non danneggi troppo la sua reputazione (che Cain capisce può utilizzare anche a suo vantaggio in diverse situazioni ufficiali e non) anche i meriti degli altri, cosa che però finisce per convincere ancora di più i suoi colleghi, nonché sottoposti che sia più eroico di quanto lui vorrebbe far intendere, cosa che gli ritorce sempre contro alla fine.